# 旧金山交响乐团
旧金山交响乐团（英語：San Francisco Symphony，缩写：SFS）是一家总部位于美国加利福尼亚州旧金山的乐团，创立于1911年。自1980年以来，该乐队驻地为路易斯戴维斯交响乐音乐厅。现任音乐总监是埃萨-佩卡·萨洛宁。

## 历任音乐总监
- 亨利·哈德利（英语：Henry Kimball Hadley）（1911－1915）
- 阿尔弗雷德·赫兹（英语：Alfred Hertz）（1915－1930）
- 巴兹尔·卡梅伦（英语：Basil Cameron）和伊赛·多布罗文（英语：Issay Dobrowen）（1930－1934）
- 皮埃尔·蒙特（1935－1952）
- 恩里克·霍尔达（1954－1963）
- 约瑟夫·克里普斯（1963－1970）
- 小泽征尔（1970－1977）
- 艾度·迪华特（1977－1985）
- 赫伯特·布隆斯泰特（1985－1995）
- 迈克·提尔森·托马斯（1995－2020）
- 埃萨-佩卡·萨洛宁（2020－）